# Kančendženga
Kančendženga, také Káčaňdžunga (ze sanskrtského काञ्चनगंगा, Káňčanagangá, Zlatá Ganga; nepálsky कञ्चनजङ्घा, Kaňčanadžangghá; v místním jazyce limbu Sewalungma; tibetsky གངས་ཆེན་མདསོད་ལང, Wylie Gangs-chen-mdsod-lnga, fonetická transkripce Khang-čhen-dzö-nga; anglicky Kangchenjunga) je třetí nejvyšší hora světa, druhá nejvyšší hora Nepálu a nejvyšší hora Indie (pokud bychom do Indie počítali i Indií nárokovanou, ale Pákistánem spravovanou část Kašmíru, pak by nejvyšší horou Indie nebyla Kančendženga, ale K2). Až do roku 1852 se předpokládalo, že Kančendženga je nejvyšší horou světa, ale britské výpočty provedené v roce 1849 ji posunuly na třetí místo za Mount Everest a K2.

## Původ názvu
Její jméno, které lze zhruba přeložit z tibetštiny jako „Pět pokladnic velkého sněhu“, pravděpodobně odkazuje na pět vrcholů masivu (čtyři z nich přesahují 8450 m).

## Vrcholy masivu Kančendženga
| Name of peak                                | Výška (m) |
| ------------------------------------------- | --------- |
| Kančendženga - hlavní vrchol                | 8 586     |
| Kančendženga - západní vrchol (Jalung Kang) | 8 505     |
| Kančendženga - prostřední vrchol            | 8 482     |
| Kančendženga - jižní vrchol                 | 8 494     |
| Kangbachen (Kangbačen)                      | 7 903     |

Kančendženga je ze všech osmitisícovek nejblíže Bengálskému zálivu, příchod letního monzunu se zde projevuje rychle. Náhlé změny počasí zde stály život mnoha horolezců. Mezi nejznámější oběti Kančendžengy patří polská horolezkyně Wanda Rutkiewiczová (1992) a Benoit Chamoux (Francie, 1995).

## Historie

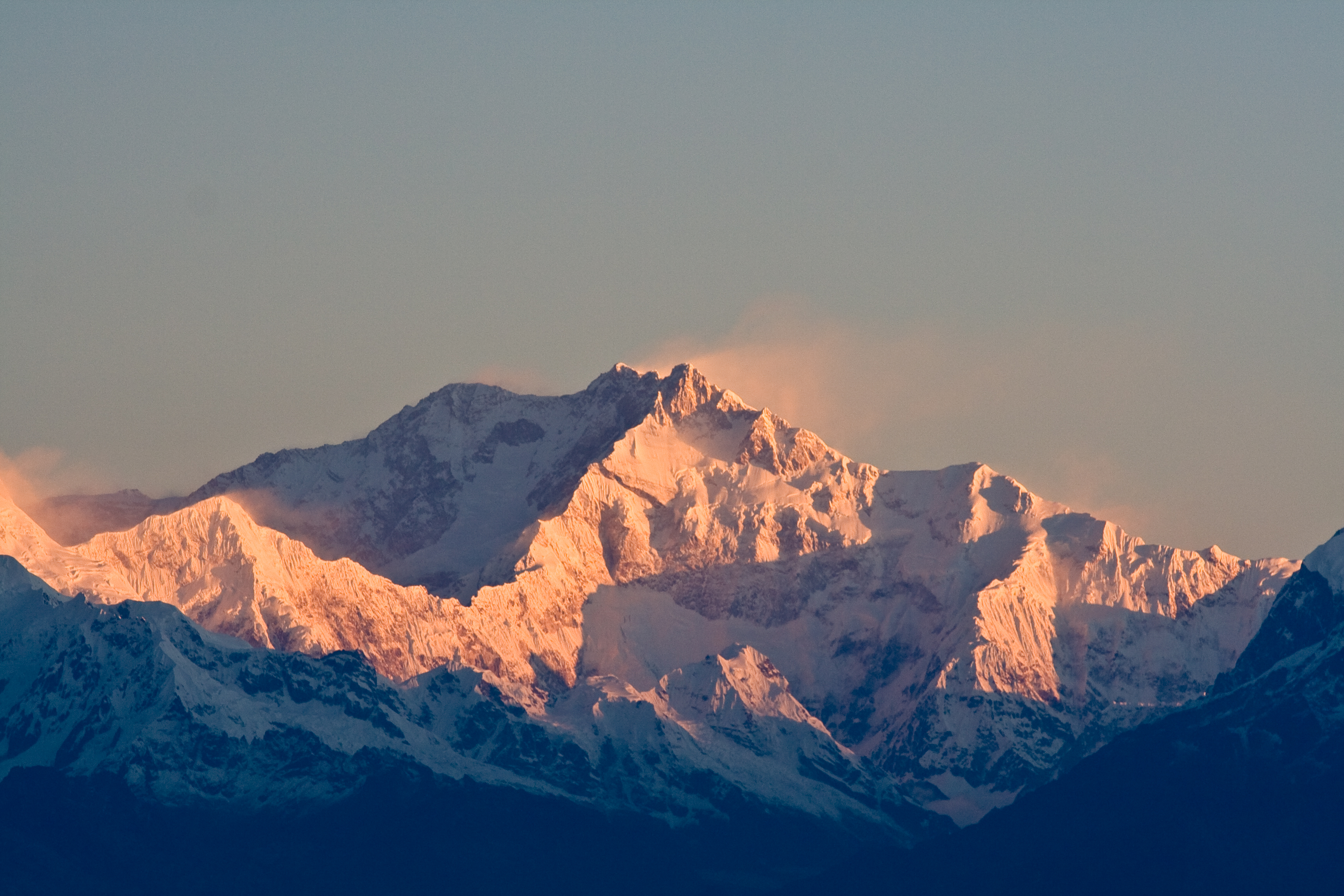
Pohled na masív Kančendžengy z jihu

Kančendženga je za dobrého počasí viditelná z indického Dardžilingu a byla proto známým vrcholem odnepaměti. První průzkum okolí hory provedl Douglas Freshfield v roce 1899. Společně s fotografem Vittoriem Sellou obešli horu dokola (Nepálem prošli ilegálně), prozkoumali všechny tři stěny hory (JZ, V a SZ) a našli k nim přístupové cesty.

Kangchenjunga 3D

Protože hora se nachází na hranici Nepálu a Indie (Sikkimu), ovlivňovala pokusy o výstup politická situace v těchto zemích. Nepál byl cizincům uzavřen do roku 1949. Po vzniku samostatné Indie (1948) byly téměř znemožněny horolezecké expedice ze Sikkimu (pod V stěnu a přilehlé pilíře). Proto je běžně přístupná jen SZ a JZ stěna hory, které spadají do Nepálu.
Poprvé se o výstup pokusila mezinárodní expedice JZ stěnou roku 1905. Skončila v 6400m neštěstím, když čtyři Šerpy a jednoho Švýcara zasypala lavina. Stejnou cestou se pokusil neúspěšně prostoupit i Američan Farmer sólo v roce 1922. Zmizel beze stopy. Následovaly dvě německé expedice (1929 a 1931) na nebezpečném SV pilíři, kde dosáhly výšky 7700m - místa, kde se SV pilíř napojuje na S hřeben. Mezinárodní expedice mezitím v roce 1930 zkoumala SZ stěnu. Všechny tyto výpravy přišly v lavinách vždy nejméně o jednoho svého člena.
- 1955 - klasická cesta JZ stěnou. Středem JZ stěny přes ledopád Jalung po stopách expedice z roku 1905 zlezla poprvé vrchol Kančendžengy britská expedice. Na vrchol vystoupili George Band a Joe Brown. Jako druhé družstvo je následovali Anthony Streather a Novozélanďan Norman Hardie. Britská klasická cesta. Vlevo je Z vrchol, vpravo Prostřední vrchol a úplně vpravo Jižní vrchol. Tento výstup byl zopakován v roce 1980 a stal se nejčastěji používanou cestou ke všem vrcholům hory.

V roce 1983 podnikl touto cestou Francouz Pierre Beghin sólovýstup alpským stylem (za tři dny). Následující rok jeho výstup zopakoval Kanaďan Roger Marshall.
První zimní výstup podnikli klasickou cestou Poláci Krzysztof Wielicki a Jerzy Kukuczka 11. ledna 1986.
- 1977 - SV pilíř. Indická expedice, která jako jediná má ze svého území přístup k hoře od východu, dokončuje trasu předválečných německých pokusů. Zároveň se jedná o druhý výstup na vrchol. Indové svůj vlastní výstup zopakovali ještě v letech 1987 a 1991.
- 1979 - S hřeben. Jen čtyřčlenná britská výprava otevírá třetí cestu na Kančendžengu. Bez Šerpů a bez kyslíkových přístrojů vystupují na vrchol Doug Scott, Pete Boardman a Joe Tasker. Jejich výstup zopakovali stejným stylem s vlastní variantou Reinhold Messner, Gottfried Mutschlechner a Šerpa Ang Đordže v roce 1982. Po nich touto trasou vystoupalo několik dalších expedic.
- 1980 - Tři terasy. Vpravo od S hřebene otevírá japonská expedice novou přímější trasu SZ stěnou, tzv. cestu přes Tři terasy. Tuto trasu zopakovala následující rok československá expedice a po ní několik dalších. V roce 1998 touto cestou vystoupila na vrchol první žena - Angličanka Ginette Harrison bez kyslíkového přístroje. Mezi cestami S hřebenem a SZ stěnou existuje několik variant, které postupně smazaly rozdíly v obou výstupech.
- 1989 - V rámci přechodu všech čtyřech osmitisícových vrcholů Kančendžengy postupuje sovětská expedice k hlavnímu vrcholu Z hřebenem od Z vrcholu a druhá skupina JV hřebenem od Prostředního vrcholu. Až do 7500m stoupali horolezci ke všem vrcholům klasickou britskou cestou. Na expedici byl natočen celovečerní dokument o výstupu[3].

### Ostatní vrcholy Kančendžengy

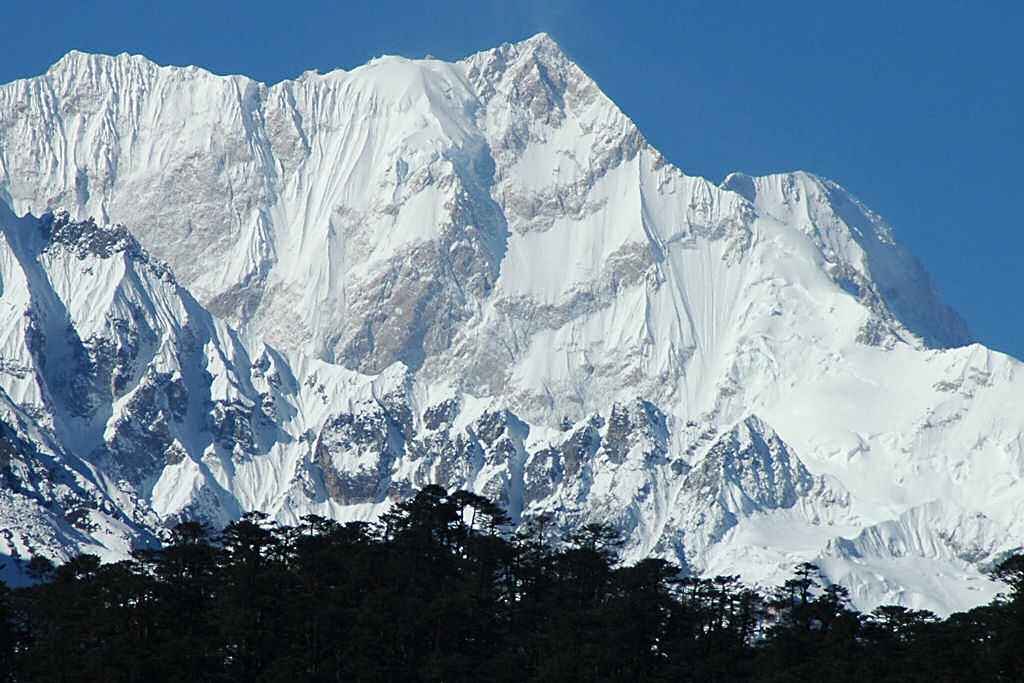
Východní stěna, pohled od ledovce Zemu

Vedlejší vrcholy Kančendžengy byly vždy opomíjeny, přestože jsou vyšší než většina ostatních osmitisícovek a vedou na ně často technicky obtížnější výstupy.
- 1973 - Prvovýstup na Z vrchol nazývaný též Jalung Kang (8505m). Japonská expedice postupovala levou částí JZ stěny k Z hřebeni.
- 1974 - Francouzi postupují ještě více vlevo než Japonci. Na vrchol vystupuje také žena - Laurence de la Ferriere.
- 1978 - Prvovýstupy na Prostřední a Jižní vrchol podnikají Poláci. Do 7500m sledují klasickou britskou cestu, pak z ní uhýbají doprava a vytváří dvě nové trasy k oběma vedlejším vrcholům.
- 1982 - Rakouská výprava otevírá novou cestu na západní vrchol. Do 7400m sledují klasickou britskou trasu, dále postupují výrazným zářezem vlevo. Jejich výstup se stává klasickou trasou na Jalung Kang, později opakovaný několika dalšími expedicemi.
- 1985 - Jugoslávská expedice dosahuje vrcholu Jalung Kang po výstupu SZ stěnou přes Tři terasy.
- 1989 - Sovětské expedici se daří přechod všech osmitisícových vrcholů hory po výstupu klasickou cestou do 7500m. Část výpravy pokračuje rakouskou cestou na Jalung Kang, druhá část novou trasou na Jižní vrchol, poté postupují proti sobě. V případě Jižního a Prostředního vrcholu se jedná o druhý výstup na vrchol.
- 1992 - Andrej Stremfelj a Marko Prezelj ze Slovinska zlézají alpským stylem novou cestu J hřebenem na Jižní vrchol. Sestupují pak polskou cestou z roku 1978 do klasické cesty. Jedná se o nejhodnotnější a technicky nejobtížnější výstup na Kančendžengu.

Posledním vrcholem hory je Kangbačen (7902m). Poprvé jej zlezla od SZ polská expedice v roce 1974.

### Možnosti dalších výstupů
Z náboženských důvodů bylo a stále je nemožné získat povolení k výstupu ze Sikkimu, tedy jihovýchodní stěnou (kulminuje na Jižním vrcholu), východní stěnou a východním hřebenem mezi nimi. Obě stěny jsou pravděpodobně technicky velmi obtížné a hřeben mezi nimi zase extrémně dlouhý.
Z dostupných stran se nabízí možnost výstupu severní stěnou na Jalung Kang.

### Výstupy Čechů
- 1981 Ľudovít Záhoranský[4] s Jozefem Psotkou (Slovensko) severní stěnou cestou přes "Tři terasy"
- 2002 Radek Jaroš, Martin Minařík klasickou cestou JZ stěnou.
- 2019 Klára Kolouchová první česká horolezkyně, s kyslíkem[5]